# H. Deckert
H. Deckert et Compagnie war ein französischer Hersteller von Automobilen, Fahrrädern und Motorrädern.

## Unternehmensgeschichte
Henri Deckert gründete 1901 das Unternehmen in Paris und begann mit der Produktion von Automobilen, Fahrrädern und Motorrädern in der Boulevard Haussmann 79. Der Markenname der Autos lautete Deckert, der der Zweiräder Aurore. 1906 endete die Produktion.

## Fahrzeuge

Deckert 8 CV 1902, Regent Street Motor Show am Vortag des London to Brighton Veteran Car Run

Das Modell 6 CV verfügte über einen Einzylindermotor mit 6 PS Leistung. Der Motor hatte 385 cm³ Hubraum mit einer Bohrung von 76 mm und einem Hub von 85 mm. Daneben gab es die Modelle 12 CV und 16 CV mit einem Zweizylindermotor. Das stärkste Modell 20 CV verfügte über einen Vierzylindermotor. Die Fahrzeuge wurden auch bei Rennen eingesetzt.
Ein Fahrzeug dieser Marke existiert noch. Es wird gelegentlich beim London to Brighton Veteran Car Run eingesetzt. Bonhams versteigerte dieses Fahrzeug 2011 für 66.400 Pfund Sterling.